# فرودگاه ژنرال آلپیانو پایز
فرودگاه ژنرال آلپیانو پایز (به انگلیسی: General Ulpiano Paez Airport) یک فرودگاه همگانی و نظامی با کد یاتا SNC است که یک باند فرود آسفالت دارد و طول باند آن ۲۴۳۷ متر است. این فرودگاه در کشور اکوادور قرار دارد و در ارتفاع ۵ متری از سطح دریا واقع شده‌است.

## شرکت‌های هواپیمایی و مقصدهای پروازی
| شرکت‌های هواپیمایی | مقصدهای پروازی |
| ----------------- | -------------- |
| TAME              | نیو کیتو       |